# Independencia de Haití
La independencia de Haití marcó el final de la esclavitud colonial francesa en la colonia de Saint-Domingue, ahora conocida como Haití. Esto se logró a través de una revuelta masiva de esclavos y una guerra de guerrillas librada por esclavos negros y personas de color libres contra el ejército colonial francés y los propietarios de esclavos entre los años 1791 y 1804. En el momento de la independencia, Haití era la segunda nación de las Américas en lograrla -solo después de Estados Unidos, en 1776-. Dado que los combatientes y vencedores eran en su mayoría de ascendencia africana, Haití obtuvo además el título de ser la primera república negra de América. 
Haití fue el primer país de Latinoamérica y el Caribe en independizarse del dominio colonial francés, y su revolución influyó tanto en la decisión de Napoleón de vender el territorio de Luisiana a Estados Unidos como en la propagación del temor a una guerra de razas inspirada en el modelo haitiano en toda América, temor que sería recogido y adoptado en el Decreto de Guerra a Muerte durante la emancipación Hispanoamericana.

## Antecedentes
La parte de la Española ahora reconocida como Haití había sido colonizada anteriormente por España, luego francesa como parte del Tratado de Rijswijk en 1697 después del hostigamiento de bucaneros franceses y luchas navales entre españoles y franceses. Después de adquirir esta tierra, los franceses comenzaron a importar esclavos africanos en grandes cantidades. La colonia ganó mucha riqueza a través de la exportación de azúcar, índigo y tabaco. En un momento, Saint-Domingue fue la colonia más rica del mundo, superando la riqueza de las colonias americanas, británicas y españolas. Esta riqueza se logró mediante el exceso de trabajo de los esclavos africanos. Se decía que los esclavos en el Caribe francés sufrían el peor trato. El "Código Negro" regularizaba la forma en que los franceses trataban a los esclavos. Acogió con satisfacción todo tipo de métodos gráficos de tortura que violaban los derechos humanos básicos. Como resultado, hubo esporádicas revueltas de esclavos y comunidades cimarronas formadas antes del gran levantamiento de 1791. Uno de los cimarrones perrevucionarios más notables incluyó a Mackandal, quien regularmente envenenaba y hostigaba a los amos de esclavos blancos hasta su captura. Las personas de raza mixta también se enfrentaron a mucha discriminación. Por lo general, se les prohibía poseer tierras y eran más bajos que los blancos ricos y, a menudo, pobres de la casta social. En 1790, un hombre de color libre llamado Vincent Ogé intentó iniciar un levantamiento, sin embargo, fue atrapado y ejecutado en la rueda en 1791.

## La Revolución y la Guerra de Haití

### La Revolución
El 22 de agosto de 1791 se inició un levantamiento de esclavos en la parte norte de la isla, que pronto abarcó toda la colonia. En los dos primeros meses, los esclavos rebeldes mataron hasta 2 mil blancos y destruyeron 280 plantaciones.
El 4 de abril de 1792, en Francia y sus colonias, se proclamó la igualdad de todas las personas libres, independientemente del color de su piel, y se envió una comisión a Santo Domingo, que intentó oponerse simultáneamente a la élite blanca local y reprimir el levantamiento esclavista.
François Dominique Toussaint Louverture pronto se convirtió en el líder de los rebeldes. El 4 de febrero de 1794, la Convención Nacional proclamó la abolición de la esclavitud. En mayo del mismo año, el general francés Etienne Laveaux convenció a Louverture para que se pusiera del lado de Francia. Gran Bretaña y España, que lucharon contra la Francia revolucionaria, intentaron apoderarse de una rica colonia, pero Louverture derrotó a los españoles en 1795 y luego a los británicos en 1798. En 1798, Gabriel Eduville, autorizado por el Directorio, que llegó de Francia, intentó restaurar la esclavitud y crear una división entre negros y mulatos. Ese mismo año, Louverture obligó a Eduville a abandonar Haití. En 1799 y 1800, Louverture reprimió el levantamiento de los mulatos liderado por los generales André Rigaud y Alejandro Petion. En 1800 y 1801, sus tropas ocuparon Santo Domingo, la parte oriental de la isla que perteneció a España hasta 1795.
El 7 de julio de 1801, la Asamblea Colonial adoptó una constitución, según la cual Santo Domingo seguía siendo posesión de Francia, pero recibió autonomía, y Toussaint-Louverture se convirtió en gobernador vitalicio. Finalmente se abolió la esclavitud. Pero el primer cónsul de Francia, Napoleón Bonaparte, se negó a reconocer la constitución y al final del año envió una fuerza expedicionaria bajo el mando de su cuñado Charles Leclerc a la isla para restaurar el poder francés. El 29 de enero de 1802, Leclerc desembarcó en Haití con su ejército. A él se unieron los mulatos Rigo y Petion. Muchos de los aliados de Louverture se pasaron al lado francés, incluido su socio más cercano Jean Jacques Dessalines. El 5 de mayo, Louverture aceptó una tregua propuesta por Leclerc, quien prometió no restaurar la esclavitud. Louverture fue puesto bajo arresto domiciliario en su finca, y el 6 de junio, por orden de Leclerc, fue enviado con su familia a Francia, donde murió el 7 de abril de 1803.

### La Guerra de Independencia

La Batalla de Vertieres

Durante varios meses, la isla estuvo bajo control francés. El 20 de mayo de 1802, por decreto de Bonaparte, se restableció la esclavitud en Haití. En octubre de 1802, Petion y Dessalines se rebelaron nuevamente. Al mismo tiempo, se inició una epidemia de fiebre amarilla, de la que murió Leclerc, y una parte importante de su cuerpo (20 mil personas). En mayo de 1803, los rebeldes de la facción mulata y la facción negra se unieron en una reunión conocida como la "convención de Arcahaie", donde los rebeldes consolidaron el poder en el general Jean-Jacques Dessalines. Fue en esta reunión que se creó la bandera haitiana rasgando la bandera francesa en tres, descartando la parte blanca (que simboliza la eliminación de los franceses), y uniendo las bandas roja y azul para mostrar la unidad entre las poblaciones negra y mulata. En 1803, Gran Bretaña, que reanudó la guerra con Francia un año después del Tratado de Paz de Amiens, comenzó a ayudar a los rebeldes. El bloqueo británico de Haití hizo imposible que los franceses enviaron refuerzos a la isla. El 18 de noviembre de 1803, los franceses son finalmente derrotados y el 29 de noviembre abandonan la parte occidental de Haití. Parte de la fuerza expedicionaria, incluido su nuevo comandante Donacien Rochambeau, fue capturada por los británicos. Pero los franceses pudieron mantener el control sobre Santo Domingo, la parte oriental de la isla.

## Independencia

### Declaración de la independencia
En 1805 Dessalines, el nuevo líder bajo la constitución dictatorial de ese mismo año, declaró a Haití una república libre en nombre del pueblo haitiano, a lo que siguió la masacre de los blancos restantes. Su secretario Boisrond-Tonnerre declaró: "¡Para nuestra declaración de independencia, deberíamos tener la piel de un hombre blanco como pergamino, su cráneo como tintero, su sangre como tinta y una bayoneta como pluma!" Haití era la primera nación independiente en América Latina, la primera nación independiente poscolonial liderada por negros en el mundo, y la única nación cuya independencia se obtuvo como parte de una exitosa rebelión de esclavos. Su primera Constitución estableció efectuar odio y muerte a todo humano de color blanco en su territorio y que sólo el negro puro podía ser Presidente de la República.  
Dessaline, quien fue analfabeto, se asignó todo el poder a sí mismo, al tomar el título de "gobernador general vitalicio", que reemplazó nueve meses después por el de "emperador". Su establecimiento de una dictadura de facto estaba, de hecho, implícito en el texto de la declaración también:
"Recuerda que sacrifique todo para unirse en tu defensa; familia, hijos, fortuna, y ahora soy rico solo con tu libertad; mi nombre se ha convertido en un horror para todos los que quieren la esclavitud. Déspotas y tiranos maldicen el día que fui nacido. Si alguna vez te negaste o te quejaste mientras recibían esas leyes que el espíritu que guarda tu destino me dicta para tu propio bien, merecerías el destino de un pueblo ingrato ". 
Además, no hay afirmación de "derechos republicanos", o cualquier "derecho" en absoluto dentro de la declaración. En cambio, la idea de independencia en este contexto se restringe a la libertad de la esclavitud, no a la liberalización. Esta sería una característica destacada en el gobierno de Alexandre Petion que llegó un par de años después. La declaración se puede rastrear desde la rebelión de esclavos de 1791 hasta la constitución de 1801 de Louverture, quien creó una sociedad autoritaria que transfirió el control absoluto de los franceses a Dessalines. Además, aunque tuvo éxito, Dessalines optó por una revolución sólo "en un país". Esto se ha relacionado con la necesidad de calmar los temores de rebelión de sus vecinos británicos, debido a que la armada británica controlaba las rutas marítimas en ese momento. En tres párrafos conciliadores que contrastan con el tono estridente del resto del documento, Dessalines pide a sus compatriotas que:
"Asegúrense, sin embargo, de que un espíritu misionero no destruya nuestro trabajo; dejemos que nuestros vecinos respiren en paz; que vivan tranquilos bajo las leyes que ellos mismos se han hecho, y que no nos declaremos, como tizones revolucionarios, los legisladores del Caribe, ni que nuestra gloria consista en perturbar la paz de las islas vecinas. A diferencia de la que habitamos, la suya no ha sido empapada de la sangre inocente de sus habitantes, no tienen venganza que reclamar de la autoridad que protege ellos."

### El estado y primer imperio de Haití
Una de las primeras acciones de Dessalines después de la independencia fue la aniquilación de los colonos. La masacre de 1804 fue llevada a cabo contra la población blanca restante de colonos franceses, enemigos y traidores de la revolución, por la población negra de Haití por orden de Jean-Jacques Dessalines, quien declaró a los franceses como bárbaros, exigiendo su expulsión y venganza por sus crímenes. La masacre, que tuvo lugar en todo el territorio de Haití, se llevó a cabo desde principios de febrero de 1804 hasta el 22 de abril de 1804. Durante febrero y marzo, Dessalines viajó por las ciudades de Haití para asegurarse de que sus órdenes se cumplieran. A pesar de sus órdenes, las masacres a menudo no se llevaron a cabo hasta que él personalmente visitó las ciudades. La legión polaca que desertó a los rebeldes, los colonos alemanes y los estadounidenses se salvaron de esta ordenanza.
El país fue dañado por años de guerra, su agricultura devastada, su comercio formal inexistente. Por tanto, hubo que reconstruir el país. Para realizar este objetivo, Dessalines adoptó la organización económica de la servidumbre. Proclamó que cada ciudadano pertenecería a una de dos categorías, trabajador o soldado. Además, proclamó el dominio del Estado sobre el individuo y, en consecuencia, ordenó que todos los trabajadores fueran atados a una plantación .  Aquellos que poseían habilidades fuera del trabajo de la plantación, como la artesanía y los artesanos, estaban exentos de esta ordenanza. La jornada laboral se redujo en un tercio. No obstante, su principal motivador fue la producción, y con este objetivo concede mucha libertad a los supervisores de las plantaciones. Sin poder usar el látigo, muchos en cambio recurrieron a lianes, que eran enredaderas espesas abundantes en toda la isla, para persuadir a los trabajadores de que siguieran trabajando. Muchos de los trabajadores compararon el nuevo sistema laboral con la esclavitud, ya que al igual que el sistema de Toussaint L'Ouverture, que causó resentimiento entre Dessalines y su gente. Los trabajadores recibieron una cuarta parte de toda la riqueza producida por su trabajo. Sin embargo, logró reconstruir gran parte del país y elevar los niveles de producción, reconstruyendo así lentamente la economía. 
Dessalines pagó grandes sumas de dinero para liberar esclavos en barcos de esclavos cerca de la costa haitiana. Pagó los gastos de regreso de los miles de refugiados haitianos que partieron durante la revolución.
Temiendo el regreso de las fuerzas francesas, Dessalines primero expandió y mantuvo una fuerza militar significativa. Durante su reinado, casi el 10% de los hombres sanos estaban en servicio activo, lo que resultó en una fuerza militar de hasta 37.000 hombres. Además, Dessalines ordenó la construcción de fortificaciones masivas en toda la isla, como la Citadelle Laferrière, la fortaleza más grande del hemisferio occidental. Las ciudades y centros comerciales se trasladaron al interior del país, mientras que los menos importantes se mantuvieron en la costa, para que pudieran ser incendiados por completo para desanimar a los franceses; muchos comentaristas creen que está hiper militarización contribuyó a muchos de los problemas futuros de Haití. De hecho, debido a que los hombres jóvenes en forma eran los que tenían más probabilidades de ser reclutados por el ejército, las plantaciones se vieron privadas de la mano de obra necesaria para funcionar correctamente.
Había una creciente frustración entre los trabajadores, las élites y Dessalines. Una conspiración liderada por las élites mulatas finalmente condujo al asesinato de Dessalines y a dos estados soberanos separados de Haití.

### La Sociedad Haitiana después
Tras el asesinato de Dessalines, otro de los generales negros de Toussaint, Henri Christophe le sucedió en el control del norte, mientras que Alexandre Pétion presidió el gobierno mulato en el sur. Había grandes diferencias en el gobierno entre la república de Petion y lo que eventualmente se convertiría en el reino de Christophe. Si bien la república del sur no se centró tanto en el desarrollo económico y puso más atención en la distribución liberal de la tierra y la educación, el reino del norte llegó a ser relativamente rico, aunque la distribución de la riqueza fue cuestionada. Como resultado de los acuerdos comerciales temporales entre Christophe, los Estados Unidos y las colonias británicas, Christophe pudo reconstruir la región norte. Hubo grandes inversiones en educación y obras públicas, infraestructura militar y muchos castillos, siendo el más notable el palacio Sans Souci en Milot. Sin embargo, al igual que sus predecesores, esto se logró mediante el trabajo forzoso que finalmente condujo a su caída. Por el contrario, Petion era amado por su pueblo, pero despreciado por su homólogo del norte. Un gran esfuerzo de Christophe para tomar Port-au-Prince a mediados de 1812 fracasó. Los mulatos fueron acosados por una bolsa de rebelión negra en su retaguardia desde febrero de 1807 hasta mayo de 1819. Un líder negro llamado Goman mantuvo vivo el espíritu enojado de Dessalines en las montañas del sur de Grand-Anse, resistiendo varias expediciones punitivas de mulatos. Finalmente, en 1819, el nuevo líder mulato, Jean-Pierre Boyer, envió seis regimientos a Grand-Anse para descubrir a Goman. El rebelde negro quedó atrapado y fue despeñado desde un acantilado de 300 metros de altura. En 1820, la nación isleña finalmente se reunificó cuando Christophe, enfermo y rodeado de nuevas rebeliones, se suicidó. Boyer con 20.000 soldados marchó hacia Cap-Haïtien, la capital del norte, poco después para establecer su poder sobre todo Haití. No mucho después, Boyer pudo asegurar la cooperación con el general del vecino Haití español, y en febrero de 1822 comenzó una unificación de 22 años con el estado oriental que finalizó con la exitosa declaración de la República Dominicana por medio de las armas.  Esto marcó el final del período posrevolucionario.